# Cuphea fluviatilis
Cuphea fluviatilis är en fackelblomsväxtart som beskrevs av S.A.Graham. Cuphea fluviatilis ingår i släktet blossblommor, och familjen fackelblomsväxter. Inga underarter finns listade i Catalogue of Life.